# Scrittura gotica

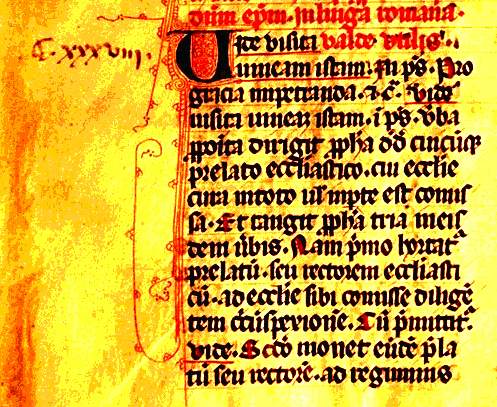
Frammento di un codice pergamenaceo (17,5×25 cm) che contiene omelie redatte per diverse occasioni, in scrittura gotica testuale formata, XIV secolo. Dall'Archivio P.U.G., sezione paleografia.

La scrittura gotica è un particolare tipo di scrittura consistente in una grafia minuscola derivata dall'alfabeto latino. Sviluppatasi nell'Europa settentrionale a partire dall'XI secolo, si diffuse poi in tutto il continente. La denominazione di scrittura gotica è dovuta agli umanisti, i quali vollero connotarla in senso dispregiativo legandola al mondo medievale dei barbari Goti. I contemporanei, invece, la definirono come littera textualis o textus fractus.

## Storia

### Dalle origini al XV secolo

#### Il passaggio dalla carolina alla gotica: la fase di transizione
Il passaggio da carolina a gotica avvenne tramite una scrittura intermedia, definita oggi dagli studiosi "minuscola di transizione": aveva infatti caratteristiche intermedie fra il vecchio modello e il nuovo. Inizialmente per le lettere versali e le capitali erano usate le maiuscole longobarde; vennero poi create delle maiuscole gotiche vere e proprie, più omogenee al corpo del testo.

#### La rivoluzione scritturale in Francia e Inghilterra
Le lettere gotiche furono sviluppate da amanuensi della Francia settentrionale tra l'XI secolo e il XII secolo, che si vollero allontanare dalla minuscola carolina, allora ancora generalmente in uso. Questo passaggio è in qualche modo il corrispettivo grafico della transizione tra lo stile romanico e lo stile gotico in architettura, dove anche si assiste ad una sostituzione della linea tonda con la linea interrotta e a una marcata propensione alla spinta verticale.
L'introduzione della gotica fu influenzata da una serie di fattori, sia strettamente tecnici, e quindi legati alla paleografia, sia socio-culturali:
- l'invenzione di un nuovo strumento scrittorio, la penna a punta mozza, la quale aveva come caratteristica una forte resa chiaroscurale della lettera rispetto, invece, alla sobrietà della carolina;
- oltre alla questione grafica, si deve ricordare anche l'esigenza da parte degli uomini del Basso Medioevo di separare, più che le lettere, le parole fra di loro, al contrario di quanto avveniva con la carolina, in cui invece erano più divise le lettere che le parole;
- la necessità di "ingabbiare" la scrittura in uno spazio ordinato e geometrico. La gotica, che è essenzialmente una scrittura libraria e non documentale, aveva bisogno di regolare lo spazio dove apporre le lettere nella pagina del codice, col risultato di avere una pagina divisa in due colonne, abbastanza separate fra di loro in modo da permettere allo studioso di scrivere delle annotazioni (ovvero delle glosse).

#### La diffusione in Europa e le sue varianti (XIII-XIV secolo)
Il XII secolo vide già una grande diffusione di questo tipo di scrittura, e nel XIII secolo la sua affermazione fu pressoché generale in tutti i paesi europei, anche se con marcate differenze: se in Francia e in Inghilterra (nazioni d'origine della gotica) e poi in Germania, questa assunse i tratti spigolosi e geometrici che la caratterizzano, in nazioni dalla forte tradizione antiquaria come l'Italia la gotica non assunse mai queste caratteristiche, mantenendo un aspetto tondeggiante e privo della marcatura spigolosa e geometrica propria dei paesi d'oltralpe.

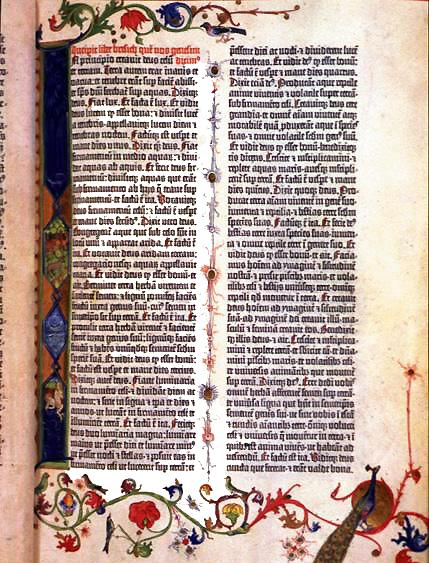
Una pagina della Bibbia di Gutenberg

| Nome               | Nazione/i                                     | Caratteristiche                                                | Esempi                |
|                    | Francia settentrionale e Inghilterra normanna | Calligrafica; lettere alte e strette; scompare la '&' carolina | Bibbia di Canterbury  |
| Textura litteralis | Germania                                      | (vedi la voce Textura)                                         |                       |
| Gotica Rotunda     | Italia                                        | Le lettere sono larghe; Le curve meno spezzate                 | Virgilio del Petrarca |
|                    | Spagna                                        | Il tratto delle linee verticali e oblique è pesante.           |                       |

#### XIV e XV secolo
Il trionfo della scrittura gotica si ebbe con la grande diffusione della textura, grafia molto elaborata che prende il nome dal fatto che, dando un colpo d'occhio, la pagina scritta appariva come un complesso intreccio. Il suo successo è testimoniato dall'uso che il magontino Johannes Gutenberg († 1468) ne fece, allorché fuse proprio in textura i primi caratteri a stampa mobili della storia, e in questo stile stampò la sua famosissima Bibbia. Dalla Textura si svilupparono poi forme miste di scrittura, destinate ad usi più commerciali o meno ufficiali. Tra queste si ricorda la Bastarda, che ebbe un notevole successo nel XIV secolo.
Nella maggior parte dei paesi europei, la scrittura gotica scompare gradualmente a partire dal XV secolo, soppiantata dalla scrittura umanistica e dai suoi derivati. Non così nei paesi di lingua tedesca, dove invece, con l'affermazione della Schwabacher e successivamente della Fraktur, immuni a questo cambiamento, le scritture "spezzate" furono usate ed apprezzate fino ai tempi moderni.

### Dal XVI secolo ad oggi

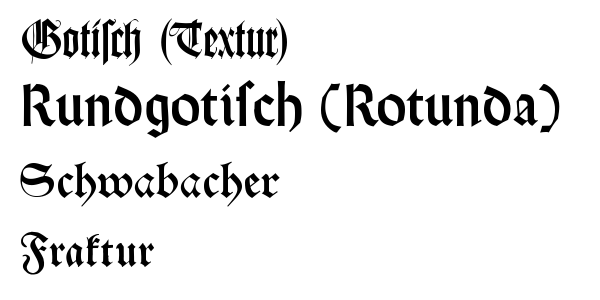
Alcuni esempi delle principali grafie "spezzate".

A parte qualche contestazione durante il classicismo del tardo XVIII secolo, le grafie gotiche rimasero le grafie più diffuse per tutto il XIX secolo. Nel XX secolo il nazionalismo le considerava le uniche "vere" scritture tedesche ammesse nel Reich e così stabilirono sulle prime anche i nazionalsocialisti.
Poco dopo lo scoppio della guerra si diffuse, però, in ambiente nazionalsocialista l'idea che la Schwabacher avesse avuto un'origine giudaica e così nel 1941, con un improvviso mutamento di idea, fu fatto divieto di usare i caratteri gotici in quanto Judenlettern e si passò all'antiqua.
Dopo la guerra, anche in Germania la scrittura gotica cadde in disuso. Ancora Hermann Hesse voleva pubblicare con questo carattere di stampa il suo Narciso e Boccadoro, ma dovette cedere alla ragione dell'editore che obiettava la difficile leggibilità del gotico per le più giovani generazioni.

### Caratteristiche paleografiche

#### Analisi delle lettere
Le lettere sono caratterizzate da una minore spaziatura rispetto al modello grafico della carolina, sopra e sotto sono rimarcate da spessi tratti, e si riduce anche lo spazio tra le righe. L'effetto che si ottiene è quello di una scrittura alta e spigolosa, molto elegante, ma scura e di più difficile lettura. Questo è il motivo per il quale nei paesi di lingua inglese questo tipo di lettere sono definite black letters ("lettere nere"). Nei paesi di lingua tedesca invece si usa definirle con il più tecnico Gebrochene Schriften ("grafie spezzate" o "interrotte"). In generale, la gotica presenta la 〈s〉 maiuscola in fondo di parola (al contrario della carolina che prediligeva l'uso della 〈s〉 minuscola) e varie lettere maiuscole quali capitali e onciali in generale. Non è raro trovare la presenza di 〈u〉 uncinata e alta all’inizio di parola.

#### Abbreviazioni e segni diacritici
In generale, la gotica si presenta nei codici per la presenza delle seguenti caratteristiche:
- aspetto stretto e serrato delle righe
- è molto alto il numero delle abbreviazioni, e di lettere contigue che condividono le stesse aste, soprattutto nell'epigrafia, nei codici giuridici e di medicina.
- apici sulla 〈i〉 specie se è doppia
- frequente il segno per indicare -us
- scomparsa della et carolina (&) a favore della et tironiana.

#### Le regole di Meyer
Il paleografo e filologo classico tedesco Wilhelm Meyer (1845-1917) nel saggio Die Buchstaben-Verbindungen der sogennanten gothischen Schrift formulò tre regole per individuare le caratteristiche proprie della littera textualis, che egli formulò in questi termini: 
1. Se due lettere consecutive hanno curve contrapposte (come po, be), tali curve si sovrappongono in un unico tratto.
2. Dopo tutte le lettere con curva convessa verso destra (come b, o) la r  non è diritta, ma uncinata a forma di 2.
3. La d  può assumere due forme: con asta diritta davanti a lettere diritte (come in du, di), con asta incurvata verso sinistra (d onciale) davanti a lettere tonde (come in da, de, do).

## Tipologie

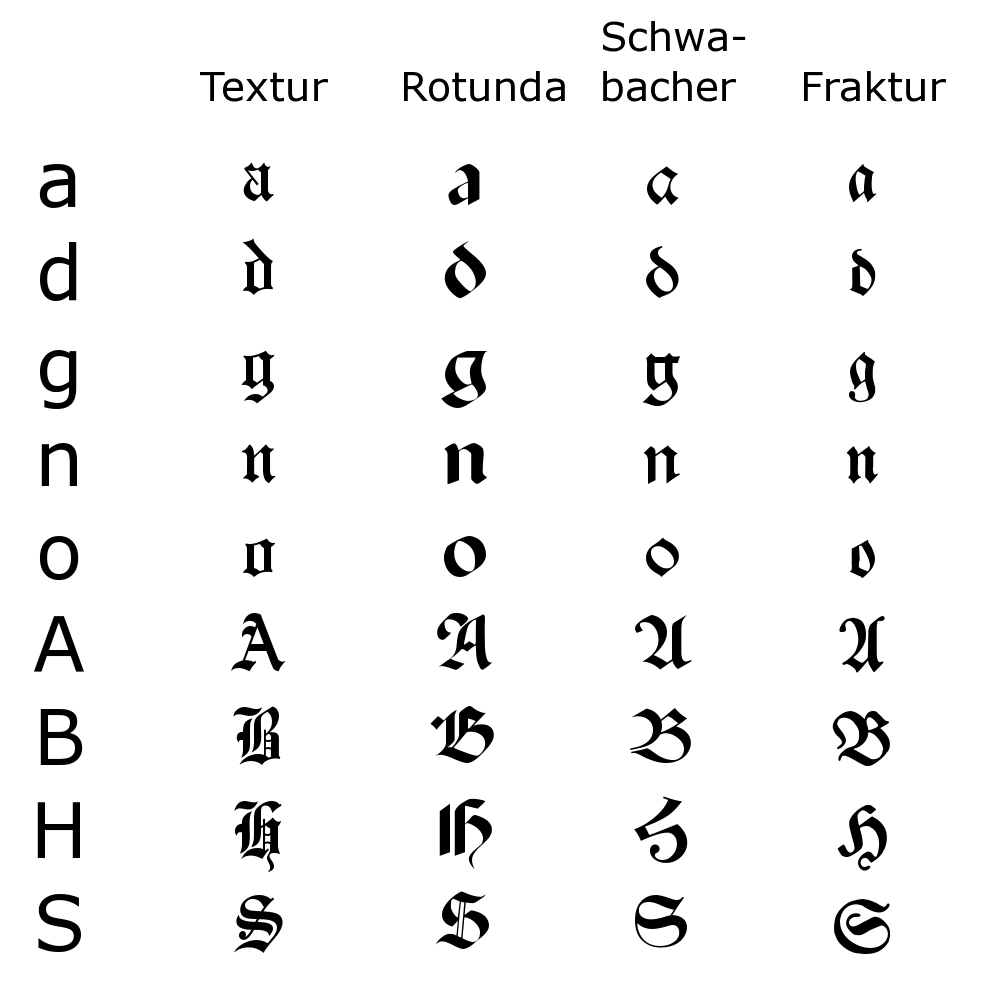
Le principali tipologie di scrittura gotica secondo lo standard ufficiale tedesco DIN 16518

La scrittura gotica fu dapprima una deformazione della minuscola carolina. Le prime forme erano ancora abbastanza arrotondate. Poi si svilupparono gradualmente le scritture gotiche medievali, caratterizzate dalla forte "spezzatura", ed infine le più elaborate grafie barocche.
- Minuscola gotica, prima forma vera e propria di scrittura gotica.
- Textura, veniva impiegata per testi universitari e filosofici. Essa è, come detto, la scrittura medievale per eccellenza.
- Rotunda, o anche semigotica, un compromesso tra l'originaria tonda carolina e la scrittura "spezzata", ed è infatti caratterizzata da forme più arrotondate.
- Notula, o gotico corsivo, un'applicazione della scrittura gotica alle operazioni più comuni, caratterizzata, come nei moderni corsivi di cui è la diretta antenata, dall'unione diretta delle lettere tra di loro.
- Bastarda, meno spigolosa e meno austera della Textura, è una forma mista tra questa e le grafia corsiva.
- Schwabacher, nata come variante della Bastarda, è più leggibile ed elaborata della Textura e risente dell'influsso umanista che portò, nei paesi europei, alla riaffermazione dell'Antiqua. È la grafia della Riforma.
- Fraktur, evoluzione della Schwabacher. Creazione rinascimentale, caratterizzata dalla complessità delle maiuscole e da una elegante ripartizione di forme spezzate e curve. Grande successo nel periodo barocco, è la grafia tedesca per eccellenza.
- Kurrentschrift: scrittura gotica corsiva, di uso corrente nelle zone di lingua tedesca fino a tutto il XIX secolo e oltre; in Germania fu ufficialmente abbandonata nel 1941.
- Sütterlin: versione più spaziosa e regolare della Kurrentschrift. Era la grafia ufficiale insegnata nelle scuole tedesche fino alla guerra mondiale.
- Offenbacher, scrittura corsiva sviluppata da Robert Koch nel 1927, utilizzata nelle scuole tedesche bavaresi nell'immediato dopoguerra.

## Fraktur
Fraktur è una forma di lettera nera che divenne il più diffuso carattere tedesco entro la metà del XVI secolo. Il suo uso è talmente comune che spesso la scrittura gotica è chiamata Fraktur in Germania. Alcune caratteristiche del Fraktur sono:
- il lato sinistro della lettera è formato da un tratto angolato, il lato destro da un tratto arrotondato. In alto e in basso, entrambe le corse si uniscono in un angolo. Altre lettere minuscole hanno forme analoghe.
- le lettere maiuscole sono a forma di C o a s.